# 清華大學西湖游泳池

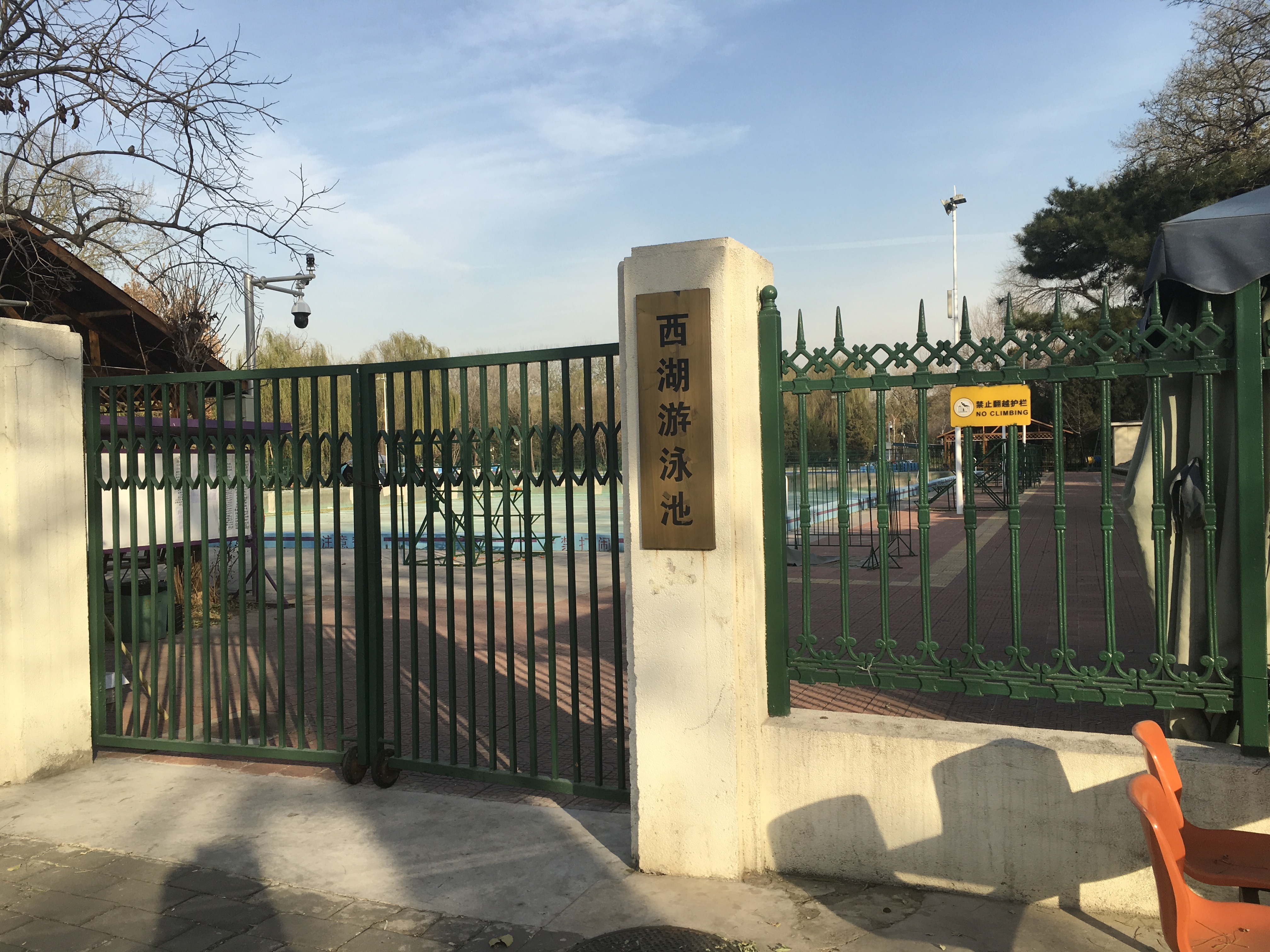
清華大學西湖游泳池

清華大學西湖游泳池是清華大學一個室外游泳池，位於西校门以東的清華路北邊、近春园南邊，南与校河支线隔路相望。游泳池1958年7月1日動工，8月15完工，土方工程由在校師生合力完成，泳池面积4000平方公尺，可以容納能1000人游泳。

## 設施
西湖游泳池分成深、淺兩個游泳池。深水池長約50米，共12泳道，主要為競賽使用；淺水池長約50米，寬60公尺，主要供初學者使用。

## 開放時間
開放時間：
- 平日:15:30至17:00、18:00至19:30
- 周末:13:30至15:00、15:30至17:00、18:00至19:30

## 票價
游泳票和游泳卡与可以與游泳馆通用。单次票价为清華学生7元人民幣、清華教职員工12元、校外人员25元。